# Galopprennbahn Magdeburg

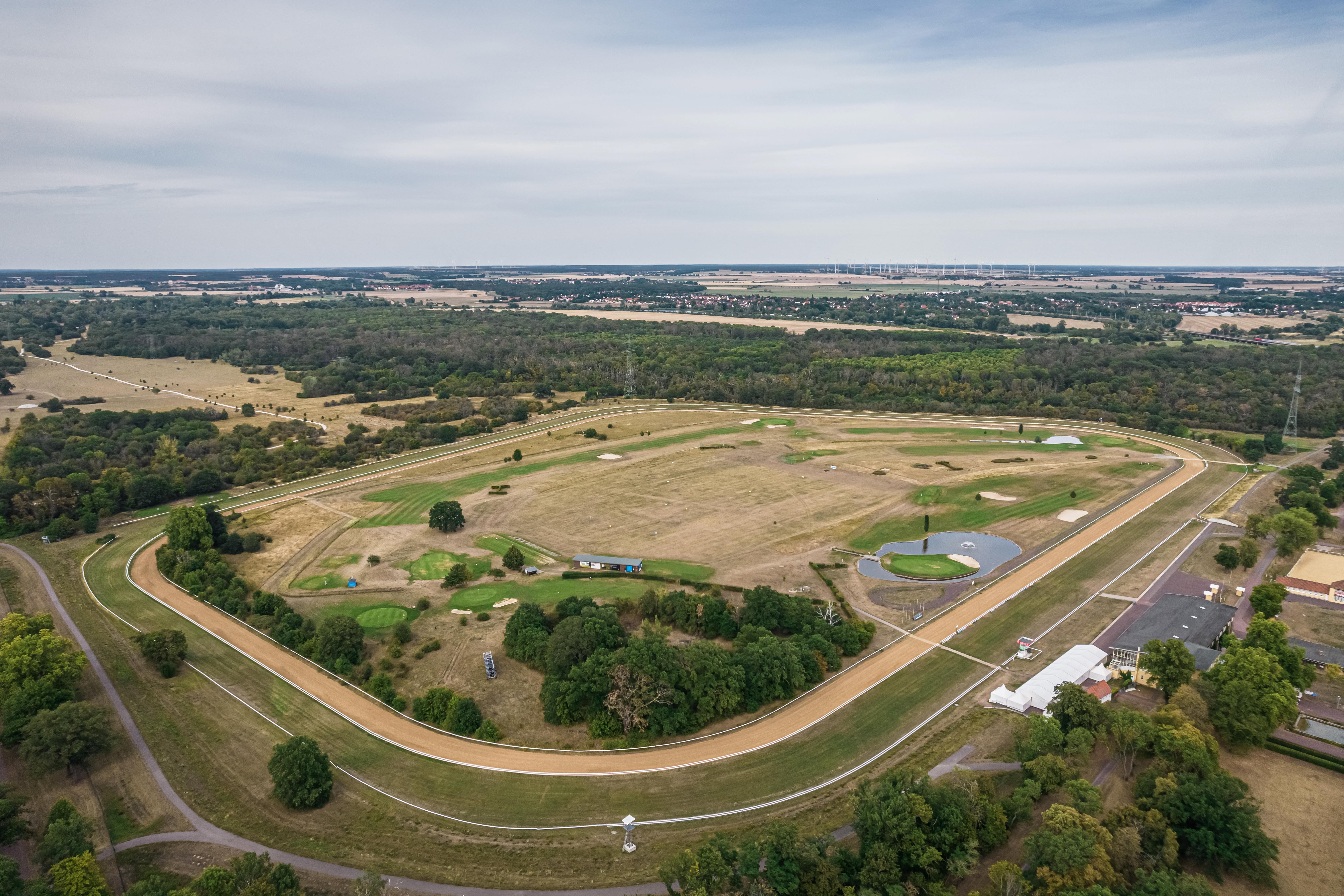
Luftaufnahme

Die Galopprennbahn Magdeburg (auch Pferderennbahn Herrenkrugwiesen) ist eine Galopprennbahn im Magdeburger Stadtteil Herrenkrug.

## Geschichte
Seit 1838 wurden die Wiesen in der Nähe der Elbe für die Veranstaltung von Pferderennen genutzt. Mit finanzieller Hilfe der Stadt Magdeburg wurde 1879 eine Tribüne errichtet, die jedoch 1900 einen Brand zerstört wurde. Ein 1906 von 250 Magdeburger Bürgern gegründeter Rennverein ließ dann die Rennbahn errichten, die 1907 eingeweiht wurde und in wesentlichen Teilen noch heute besteht.

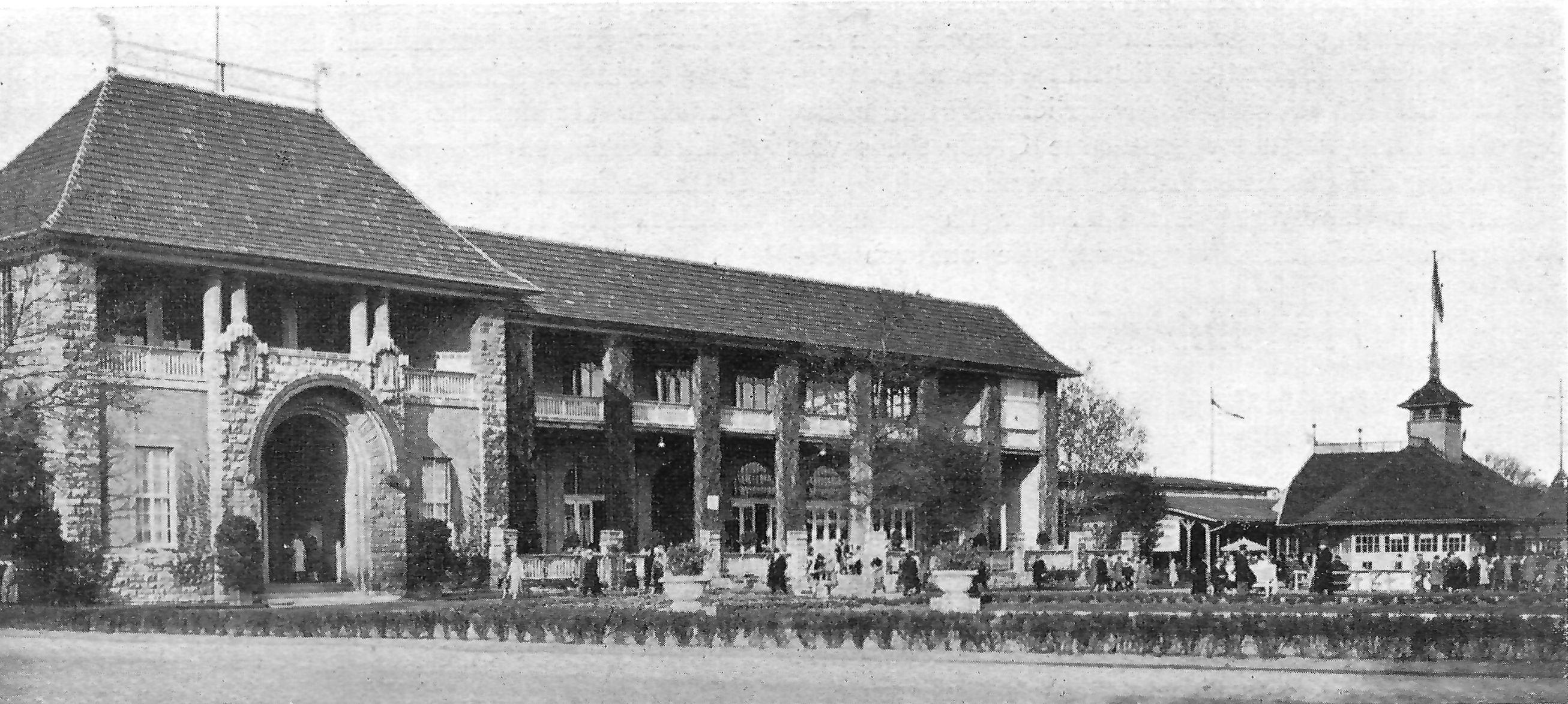
Hauptgebäude auf der Rennbahn, 1916 oder früher

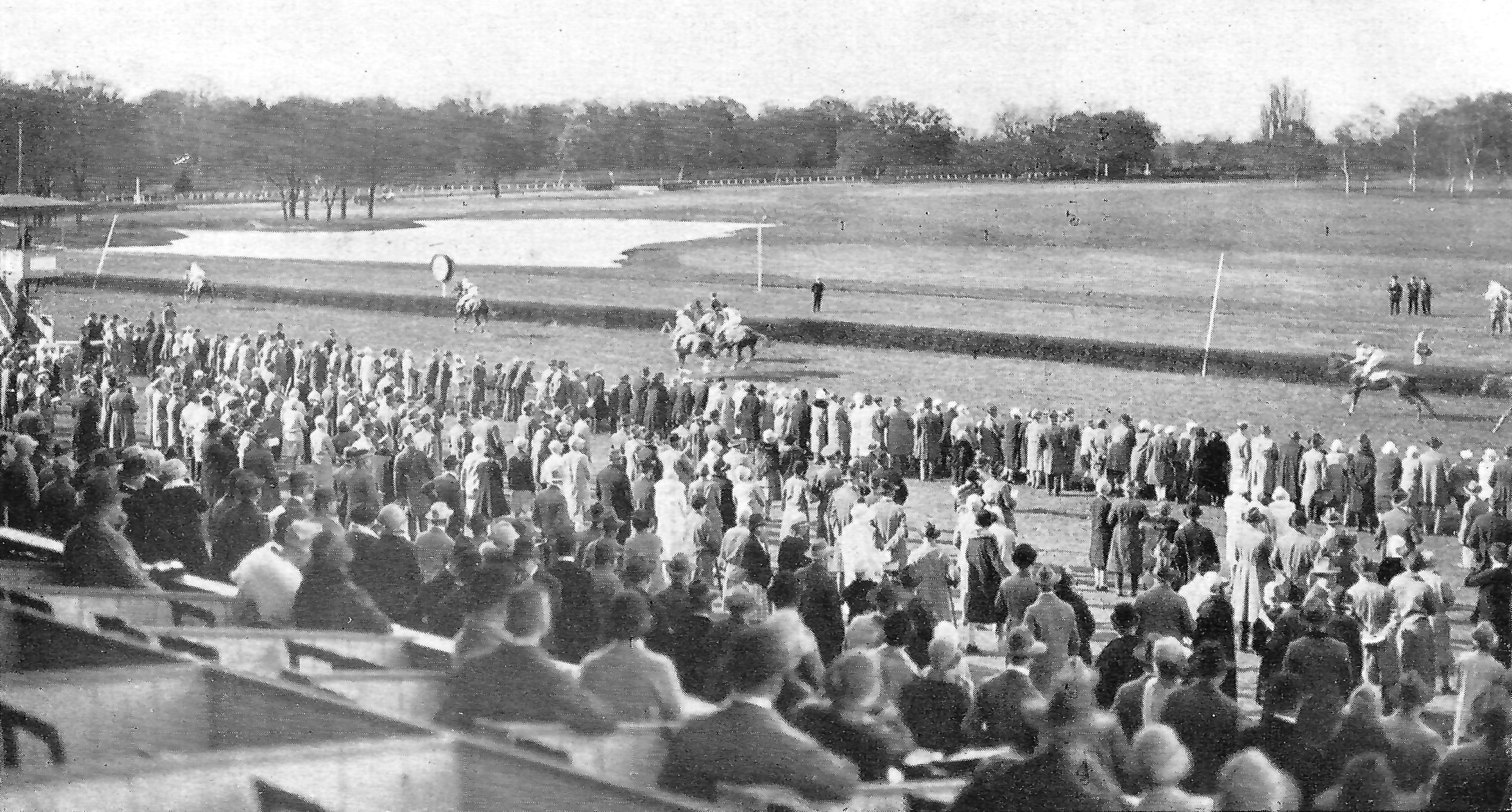
Rennveranstaltung in den 1920er Jahren

Am 15. August 1909 fand auf der Anlage das Kronprinzenrennen vor 42.000 Zuschauern statt. Im gleichen Jahr wurden Flugvorführungen, unter anderem von Hans Grade, auf der Anlage durchgeführt.
Im Zweiten Weltkrieg befand sich auf dem Gelände eine Luftabwehrstellung, die im Ergebnis zu größeren Schäden an der Tribüne und den Gebäuden der Rennbahn führte.
Das erste Rennen nach dem Zweiten Weltkrieg fand im August 1949 statt. Im Innenraum der Rennbahn waren jedoch nach dem Krieg zunächst Gemüsegärten angelegt worden.
Ein Großereignis in der Zeit der DDR war der am 8. September 1968 durchgeführte von 30.000 Menschen besuchte Katholikentag anlässlich der Feier zum 1000-jährigen Bestehen des Erzbistums Magdeburg. Auch die katholischen Feierlichkeiten zum Fronleichnam fanden regelmäßig auf der Rennbahn statt.
Im Jahr 1975 wurde die Rennbahnanlage unter Denkmalschutz gestellt. Allerdings verfiel die bauliche Substanz in der Zeit der DDR.
Nach 1990 erfolgten Sanierungsarbeiten. Im Jahr 2002 war die Anlage jedoch von der Jahrhundertflut der Elbe betroffen. Darüber hinaus gab es im Rennverein finanzielle Probleme. Im Jahr 2004 wurde die Anlage wieder eröffnet.